# Jedinstvo
Jedinstvo (v srbské cyrilici Јединство, česky doslova Jednota) jsou noviny, které vycházejí v Kosovu. Patří k nejstarším novinám v tomto regionu; jsou psány v srbském jazyce.
První výtisk novin vyšel dne 25. prosince 1944 v Prizrenu, a od roku 1946 vycházel v Prištině. Nejprve byla vydání novin týdenní; poté vycházel dvakrát do týdne (v pondělí a ve čtvrtek). Od roku 1977 sdílel deník spolu s novinami Rilindja a Tan (tj. s albánským a tureckým deníkem v Kosovu) společnou monumentální budovu v centru Prištiny. Od té doby vycházely noviny každý den. Přispěvatelem novin Jedinstvo byl i kosovský politik Fadilj Hodža.[zdroj?]
Noviny byly po nějakou dobu orgánem Socialistického svazu pracujících Kosova. Od 16. června 1990 byly samostatně působícím deníkem. Po válce v Kosovu vycházejí v Kosovské Mitrovici jako tiskovina společnosti Panorama.
Od roku 1960 bylo zřízeno v rámci novin Jedinstvo také i vydavatelství knih, které uveřejňovalo knihy albánsky píšících autorů v srbském jazyce. Jeho působnost trvala až do 90. let. Na přelomu 80. a 90. vydávalo Jedinstvo okolo dvaceti knih ročně.